# Lluís Llach Llagostera
Lluís Llach i Llagostera, també conegut professionalment i pública com a Luis Llach, (Barcelona, 2 de juliol de 1869 - San José, Costa Rica, 11 d'agost de 1955) va ser un arquitecte català que va desenvolupar la seva carrera a Amèrica.

## Biografia
Fill d'Elionor Llagostera i Lluís Llach Bonet. Va marxar a Veneçuela el 1895. Després a Colòmbia fins al 1908. Es va casar amb la colombiana Eloisa de Castro Aluma, amb qui va tenir, pel cap baix, quatre filles i tres fills. Posteriorment va viure a Panamà (1909) i a Costa Rica. En aquest país el van nomenar president de la comissió tècnica inspectora dels edificis després que la ciutat de Cartago patís un terratrèmol que va destruir la ciutat. També allà va ser soci fundador i membre de la primera junta directiva del Centre Català. El 1920 va tornar a Quibdó, a Colòmbia. A Nova York hi va viure fins al 1934.
Els últims vint anys de la seva vida els va passar a Costa Rica, on hi va morir el 1955. Aquell mateix any el seu nom apareix com a membre del comitè organitzador dels Jocs Florals a Costa Rica.

## Obra
La seva obra arrossega la influència modernista amb elements historicistes.
Algunes de les seves obres més notables són:
- La Basílica de Nostra Senyora dels Àngels (iniciat el 1912 - Cartago, Costa Rica).
- L'Edifici de Correus i Telègrafs de Costa Rica (1914 - San José, Costa Rica).
- El Palau Episcopal de Quibdó (1930 - Quibdó, Colòmbia).
- El Col·legi Carrasquilla (1925 - Quibdó, Colòmbia).